# Кох, Владимир Иванович
Владимир Иванович Кох (1817 или 1820 — 1884) — российский акушер, ординарный профессор Московского университета.

## Биография
Родился в семье митавского мещанина евангелически-лютеранского вероисповедания. Большинство источников указывают годом рождения 1817-й, а Московский некрополь приводит дату рождения: 10 (22) октября 1820 года.
В 1835 году окончил Митавскую гимназию и в течение года был домашним учителем. В 1836 году поступил на медицинский факультет Дерптского университета. В 1841 году кончил курс со степенью лекаря 1-го отделения и сначала работал сельским врачом, по приглашению помещиков; затем занимался частной практикой в Санкт-Петербурге. С 1843 по 1847 год состоял ассистентом Повивального института при Дерптском университете.
В 1846 году защитил диссертацию на степень доктора медицины («De exploratione obstistricia»), после чего был назначен в Московский университет адъюнктом акушерского отделения факультетской клиники. В 1852 году начал исполнять в университете должность экстраординарного профессора по кафедре акушерства, женских и детских болезней. Ординарный профессор (с 1859) по той же кафедре, директор акушерской клиники.
С 1871 года — заслуженный профессор Московского университета. После отставки, с 1873 года был медицинским инспектором учреждений императрицы Марии.
С начала 1870-х годов применял в своей клинике метод местного антисептического лечения послеродовых заболеваний. Публиковал статьи в медицинских изданиях немецких (Буша) и русских («Московский врачебный журнал» изд. Полунина). Владимир Иванович Кох первым начал чтение лекций на русском языке и допустил студентов к производству простейших акушерских приемов при родах в клинике. При нём стало развиваться более углубленное клиническое преподавание женских болезней с привлечением для практики приходящих больных; начали производить элементарные гинекологические операции. Кох не только ввёл амбулаторный приём гинекологических больных, но и организовал стационарное отделение, чем и положил начало оперативной и консервативной гинекологии.
Умер в Москве 27 апреля (9 мая) 1884 года. Был похоронен на кладбище Новоалексеевского женского монастыря.